# Martin Albrich
Martin Albrich, magyaros írásmóddal Albrich Márton (Medgyes, 1630. november 10. – Barcarozsnyó, 1694. szeptember 27.) evangélikus lelkész.

## Élete
Apja tekintélyes polgár volt. Az ifjú Albrich olyan kiválóan haladt tanulmányaival, hogy már 15 éves korában külföldön folytathatta az iskolát, előbb Besztercebányán és Iglauban, majd Odera-Frankfurtba, Lipcsébe és Wittenbergbe ment egyetemre.
Tanulmányai elvégzése után pár hónapig szülővárosában tanított. 1655-ben Michael Herrmann brassói városbíró kedvező feltételekkel gyermekei házitanítójaként alkalmazta. Még abban az évben a városbíró pártfogásával a brassói gimnázium rektorává választották meg, ugyanakkor a rektori járandóságot 60 aranyról 100-ra emelték, hogy a gyakori személycseréknek elejét vegyék. 1656-ban Albrich a tanárok egyetértésével kísérletet tett az iskola átszervezésére, de célszerűnek mondott tervei elháríthatatlan akadályok miatt nem valósultak meg. Ennek ellenére, Simon Albelius, Petrus Mederus, Marcus Fronius és Thomas Tartler mellett őt tartják a gimnázium történetének egyik kiemelkedő vezetőjének, aki visszatért a korábban szokásos szigorú fegyelemhez, amelyen elődei lazítottak.
1657-ben újra kiadta a Honterus-féle iskolai szabályzatot, amelyet kiegészítésekkel látott el. 1660-ig maradt hivatalban, ekkor Barcarozsnyóra hívták lelkésznek. 1684–1690 között a barcasági dékáni hivatalt is viselte.
Levelezésben állt bel- és külföldi tudósokkal, többek között konstantinápolyi görögökkel teológiai tanításokról vitatkozott.

## Munkái
- Disputatio de natura et constitutione logicae, Brassó, 1655.
- Disputatio theol. de invocatione sanctorum, Brassó, 1655.
- Synopsis logicae, Brassó, 1655.
- Theses de coena magna, Brassó, 1655.
- Theses miscellaneae, Brassó, 1656.
- Dicta s. scripturae, Brassó, 1656.
- Opusculum metaphysicum. (Disp. I–XII.), Brassó, 1657.
- Canones logici selectiores, Brassó, 1659.
- Disputatio de consummatione saeculi, Brassó, 1659.